# 贝瑟利希
贝瑟利希（德語：Beselich）是德国黑森州的一个市镇。总面积31.53平方公里，总人口5663人，其中男性2775人，女性2888人（2011年12月31日），人口密度180人/平方公里。